# مهدي القزويني
السيّد مهدي بن حسن بن أحمد الحسيني القزويني النجفي الملقب بـمُعِزّ الدين والمشهور أيضًا بـالقزويني الكبير (1806 - 20 يناير 1883) (1221 - 12 ربيع الأول 1300) فقيه شيعي وكاتب وشاعر عراقي. ولد في النجف ونشأ فيها يقرأ على كبار علمائها. وبعد أن اتقن العلوم وبرع فيها، ذاع صيته وجاءه وفد من الحلّة يطلب إليه الإقامة فيها، فلبّى الدعوة، وأقام فيها مدّة يعلّم، ويعظ ويؤلّف. توفي في الطريق إلى النجف قرب مدينة السماوة وهو عائد من الحج ودُفن في مقبرة الأُسرة بالنجف. من مؤلفاته القواعد الكليّة الفقهيّة ووسيلة المقلّدين إلى أحكام الدين ومضامير الامتحان في علمي الكلام والميزان وشرح ألفية ابن مالك وغيرها الكثير من الكتب الفقه والمنطق، وله شعر جيّد وموشّحات معظمها في مدح آل البيت.

## أساتذته
- الشيخ علي بن الشيخ جعفر كاشف الغطاء .
- الشيخ موسى بن الشيخ جعفر كاشف الغطاء .
- الشيخ حسن بن الشيخ جعفر كاشف الغطاء .
- عمه السيد باقر القزويني .
- عمه السيد علي القزويني.
- السيد محمد تقي بن محمد مؤمن القزويني .

وقد ورد في كتاب البابليات: (ولد المترجم [له] سنة 1222 هـ في النجف الاشرف وبها حصل ما حصل من العلوم العقلية والنقلية، وأخذ عن فطاحل أساتذة عصره فمنهم العلامة الفقيه الشيخ موسى وأخوه الشيخ علي والشيخ حسن أنجال الاستاذ الأكبر الشيخ جعفر كاشف الغطاء، وعمه السيد باقر والسيد علي والسيد تقي آل القزويني، ونال مرتبة الاجتهاد بشهادات واجازات ممن ذكرناهم وهو ابن 18 سنة).

## تلامذته
له تلامذة كثر، من أشهرهم: 
- الشيخ حسين النوري، صاحب مستدرك الوسائل.
- ابنه السيد محمد القزويني صاحب طروس الإنشاء وسطور الإملاء.
- ابنه المرزا صالح القزويني صاحب عزاء طويريج.
- ابنه المرزا جعفر القزويني صاحب التلويحات الغروية.
- ابنه السيد حسين القزويني.
- الشيخ محمد بن عبدالله العيثان الأحسائي .
- الميرزا جعفر بن علي نقي الطباطبائي.
- الميرزا محمد بن عبد الوهاب الهمداني الكاظمي، المعروف بخادم الحرمين.
- الشيخ محمد بن الشيخ عبد الله حرز الدين.
- الشيخ محمد حسين الشهرستاني.
- الشيخ محمد بن الشيخ علي الجزائري.
- الشيخ محمد كاظم الخراساني، صاحب الكفاية( المعروف بالآخوند ).
- الشيخ محمد علي الخوانساري.
- الشيخ فتح الله بن محمد جواد الأصفهاني ” المعروف بشيخ الشريعة ”.
- السيد محمد تقي الطالقاني.
- الشيخ محمد بن عبدالله آل عيثان

## مصنفاته
ابتدأ بالتصنيف مبكراً، فبعد أن تخرج من مدرسة النجف وأعلامها بدأ في الكتابة والتأليف، ويقال كان ابن عشر سنوات أو قبل أن يبلغ العشرين من عمره (البابليات، اليعقوبي، 2: 134). ولم يزل حتى بعد كبر سنه وشيخوخته مكبا على البحث والتدريس والمذاكرة والتأليف وقد ذكروا في ترجمته أنه كان مع ذلك في جميع حالاته محافظ على أوراده وعباداته في لياليه وخلواته مدئبا نفسه في مرضاة ربه وما يقر به إلى الفوز بجواره وقربه لا يفتر عن اجابة المؤمنين في دعواتهم وقضاء حقوقهم وحاجاتهم وفصل خصوماتهم في منازعاتهم حتى انه في حال اشتغاله في التأليف ليوفي الجليس حقه والسائل مسألته والطالب دعوته ويسمع من المتخاصمين ويقضي بينهم بعد الوقوف على كلام الطرفين.
ومن جملة مصنفاته:
1. بصائر المجتهدين في شرح تبصرة المتعلمين للعلامة الحلي، كبير جدا بحجم الجواهر.
2. مواهب الإفهام في شرح شرائع الإسلام، سبع مجلدات.
3. أساس الإيجاد في علم الاستعداد لتحصيل ملكة الاجتهاد . طبع بعنوان علم الاستعداد لتحصيل ملكة الاجتهاد عام 2005م بتحقيق الدكتور جودت القزويني.
4. شرح شعر السيد بحر العلوم .
5. البحر الزاخر في أصول الأوائل والأواخر، طبع عام 2006بعنوان آيات الأصول تحقيق الدكتور جودت القزويني.
6. وسيلة المقلدين إلى أحكام الدين .
7. اللمعات البغدادية في الأحكام الرضاعية .
8. أسماء القبائل وأنسابهم . طبع عدة مرات بتحقيقات مختلفة.
9. أنساب القبائل العراقية وغيرها، منشورات المكتبة الحيدرية ومطبعتها في النجف، 1383هـ-1963م.
10. رسالة تشتمل على بيان أحوال الإنسان في عوالمه، طبع عام 1985م بتحقيق الدكتور جودت القزويني.
11. الفرائد .
12. كتاب معارج النفس إلى محل القدس .
13. رسالة في أجوبة المسائل البحرانية .
14. كتاب قوانين الحساب، في علم الحساب .
15. فلك النجاة في أحكام الهداة .
16. السبائك المذهبة، منظومة في علم الأصول، تقرب من ألفي ومائة بيت .
17. مشارق الأنوار في حل مشكلات الأخبار .
18. رسالة في شرح حديث ابن طاب المروي عن الإمام الصادق عليه السلام .
19. مضامير الامتحان في علمي الكلام والميزان .
20. آيات المتوسمين في أصول الدين، أو ” آيات المتوسمين في الحكمة الإلهية ” .
21. قلائد الخرائد في أصول العقائد . طبع بتحقيق الدتور جودت القزويني ببيروت عام 2006م.
22. رسالة المناسك في أحكام الحج .
23. رسائل في تفسير سورة الفاتحة وسورة القدر وسورة الإخلاص.

## شعره وأدبه
له أبيات من الشعر، منها قوله:
إلى آخر القصيدة
المصدر: 

## قيل فيه
- قال الشيخ حرز الدين في كتابه ” معارف الرجال ” : (كان عالما جامعا ضابطا، من عيون الفقهاء والأصوليين، وشيخ الأدباء والمتكلمين، ووجها من وجوه الكتاب والمؤلفين، الثقة العدل الأمين الورع) .
- قال الشيخ القمي في كتابه ” الفوائد الرضوية ” : أنه (سيد الفقهاء الكاملين، وسند العلماء الراسخين، أفضل المتأخرين، وأكمل المتبحرين، نادرة الخلف وبقية السلف).
- قال السيد الكاظمي في كتابه ” أحسن الوديعة ” : (كان رحمه الله آية من آيات الله وحجة من حججه، جمع فنون الفضائل والكمالات وجاز قصب السبق في مضامير السعادات، طار صيت فضله وورعه وتقواه في جميع الآفاق، وفاق في جميع الفنون والفضائل علماء العراق، وكان أستاذي الأعظم آية الله السيد أبو تراب الخوانساري قدس سره يثني عليه ويرجحه على كثير من أقرانه ويقدمه على أغلب فقهاء زمانه) .

## هجرته إلى الحلة
هاجر إلى الحلة حوالي سنة 1253 وقد تجاوز عمره الثلاثين، بناء على رغبة أستاذه الشيخ حسن كاشف الغطاء، ثم عاد إلى مدينة النجف الأشرف عام 1292 هـ، وبقي أولاده في مدينة الحلة (معارف الرجال، حرز الدين، 3: 111). ويقول الشيخ محمد علي اليعقوبي: إن سبب هجرته إلى الحلة يعود إلى طلب من أهلها وأشرافها، لكي يرجعوا اليه في أمورهم الدينية، وقد عمل هناك على بعث الحركة العلمية والأدبية، مع أعلام أسرة آل السيد سليمان الحلي وأضرابهم من البيوت والأسر الحلية (البابليات، اليعقوبي، 2: 113). ويقول الشيخ حرز الدين : إنه أبو قبيلة اشتهرت بآل القزويني في النجف والحلة والهندية وبعض أنحاء العراق (مراقد المعارف، حرز الدين، 2: 340 ).
وقد بقي السيد مهدي القزويني إلى أواخر العقد التاسع من القرن المذكور، فأخذت قوافل الزائرين من مقلديه من إيران وغيرها تتردد إلى الحلة لزيارته بعد زيارة المشاهد في كربلاء والنجف، حتى تغص فيهم الدور والمساكن، الامر الذي اضطره إلى القفول إلى النجف والإقامة فيها. وأولاده في خدمته عدا السيد ميرزا جعفر الذي بقي في الحلة ليقوم مقام ابيه في المهمات والمراجعات حتى توفي بها في حياة والده.

## وفاته
توفي في اليوم الثاني عشر وقيل الثالث عشر من شهر ربيع الأول من عام 1300هـ (1879م) وهو في طريق عودته من الحج، وقد حمل جثمانه إلى مدينة النجف، ودفن في مقبرة أسرته، بجوار مرقد عمه السيد باقر بن السيد أحمد القزويني النجفي .
رثاه السيد حيدر الحلي بقصيدته الرنانة التي استهلها بقوله:
ومنهم العلامة السيد محمد سعيد الحبوبي بقصيدته العصماء التي مطلعها: